# Gemmula championi
Gemmula championi is een slakkensoort uit de familie van de Turridae. De wetenschappelijke naam van de soort is voor het eerst geldig gepubliceerd in 1983 door Kilburn.